# Pentylacetate
Pentylacetate (häufig auch Essigsäurepentylester oder Essigsäureamylester) sind die Ester der Essigsäure und der acht isomeren Pentylalkohole. Andere Bezeichnungen sind: Essigsäureamylester, Amylacetate, Essigsäurepentylester, Amylessigester, Pentanolacetate oder Pentylethanoate. Es gibt acht verschiedene Konstitutionsisomere der Pentylacetate mit der Summenformel C7H14O2. Die Verbindungen 2-Pentylacetat, 2-Methylbutylacetat und 1,2-Dimethylpropylacetat bilden jeweils noch zwei Stereoisomere – genauer Enantiomere – aus. Mehrere Vertreter der Gruppe kommen natürlich in Fruchtaromen vor und werden auch als künstliche Aromastoffe verwendet.

## Eigenschaften der Isomere
| Gefahrensymbol |

| Gefahrensymbol |

| Gefahrensymbol |

| Gefahrensymbol |

| Gefahrensymbol |

| Gefahrensymbol |

## Vorkommen

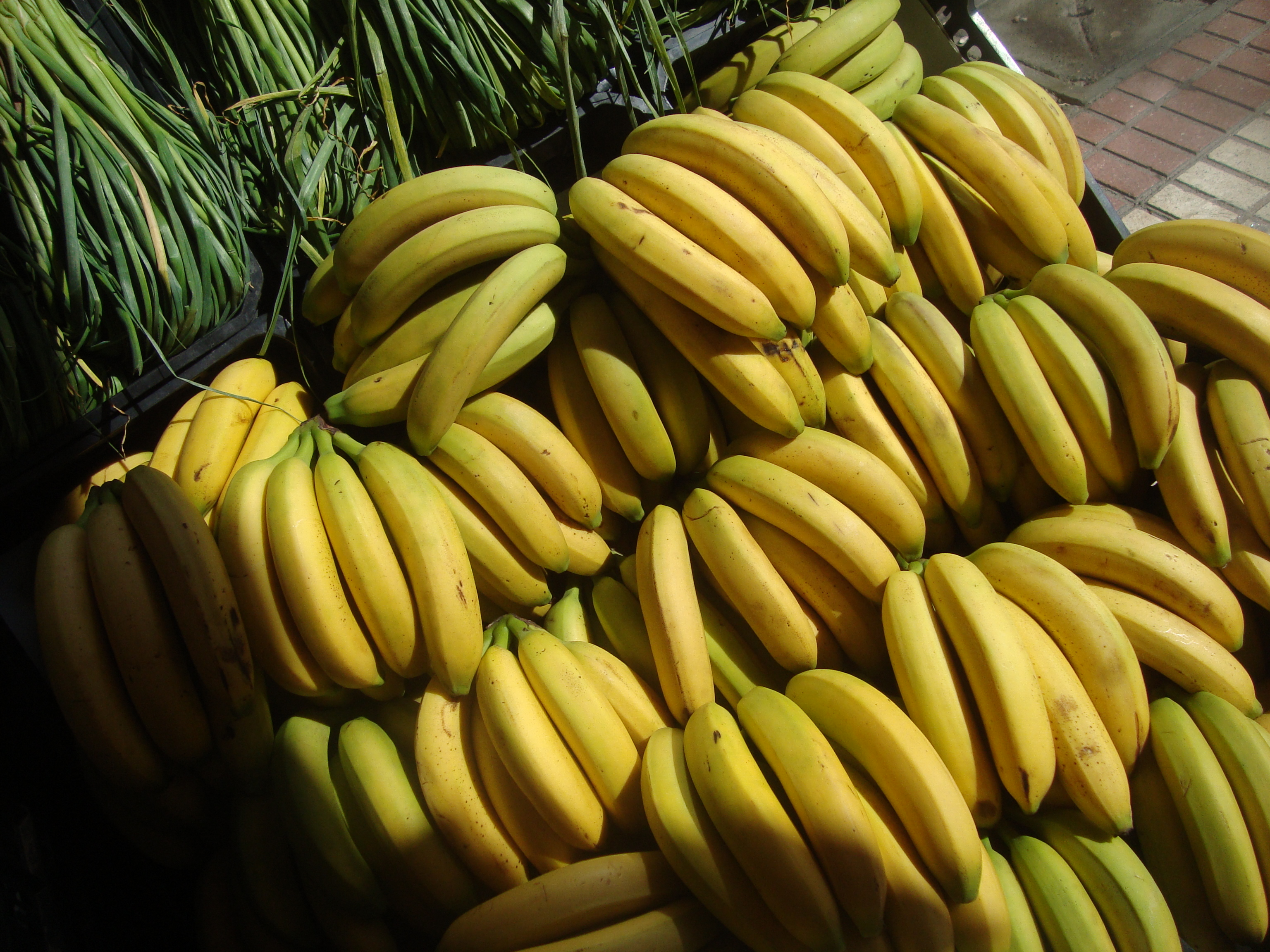
Bananen enthalten mehrere verschiedene Pentylacetate

Verschiedene isomere Pentylacetate kommen natürlich in Früchten vor. Die vier Verbindungen n-Pentylacetat, Isopentylacetat, 2-Pentylacetat und 2-Methylbutylacetat kommen in Bananen vor. In Äpfeln kommen beispielsweise n-Pentylacetat und 2-Methylbutylacetat vor, in Birnen und Papaya n-Pentylacetat und Isopentylacetat, in Passionsfrüchten Isopentylacetat und 2-Pentylacetat und in Erdbeeren 2-Pentylacetat und 2-Methylbutylacetat. Neben dem Vorkommen in Pflanzen ist Isopentylacetat Bestandteil des Alarmpheromons der Honigbienen.

## Herstellung
Pentylacetate können durch Veresterung von Essigsäure mit Pentanolen unter Beigabe von Schwefelsäure hergestellt werden. So entsteht bei der Veresterung mit 1-Pentanol der Essigsäure-n-pentylester (1-Pentylacetat), mit 2-Pentanol (sec-Amylalkohol) der Essigsäure-sec-pentylester (2-Pentylacetat), mit 3-Pentanol 1-Ethyl-propylacetat (3-Pentylacetat), mit 2-Methyl-2-butanol (tert-Pentanol) der Essigsäure-tert-amylester (1,1-Dimethylpropylacetat) und mit 3-Methyl-1-butanol der Essigsäure-iso-amylester (3-Methylbutylacetat).

## Verwendung
Verschiedene Pentylacetate werden als Aromastoffe verwendet und sind in der EU für Lebensmittel allgemein zugelassen. Für n-Pentylacetat besteht die Zulassung unter der FL-Nummer 09.021, für Isopentylacetat unter der Nummer 09.024, für 2-Pentylacetat unter der Nummer 09.657 und für 2-Methylbutylacetat unter der Nummer 09.286.